# Dylan Samberg
Dylan Samberg (né le 24 janvier 1999 à Hermantown, État du Minnesota) est un joueur professionnel américain de hockey sur glace. Il évolue au poste de défenseur.

## Biographie

### Carrière en club
En 2016-2017, il joue quatorze matchs avec les Black Hawks de Waterloo dans l'USHL. Il est choisi au 2e tour, en 43e position par les Jets de Winnipeg lors du repêchage d'entrée dans la LNH 2019. De 2017 à 2020, il rejoint l'Université du Minnesota à Duluth. Il évolue trois saisons avec les Bulldogs dans le championnat NCAA. Les Bulldogs remportent le championnat NCAA en 2018 et 2019. En 2020, il passe professionnel avec le Moose du Manitoba, club-école des Jets dans la Ligue américaine de hockey. Le 19 octobre 2022, il joue son premier match dans la Ligue nationale de hockey avec les Jets face à l'Avalanche du Colorado. Il enregistre son premier point, une assistance le 3 novembre 2022 contre les Canadiens de Montréal. Il marque son premier but dans la LNH le 4 décembre 2022 contre les Ducks d'Anaheim.

### Carrière internationale
Il représente les États-Unis au niveau international. Il prend part aux sélections jeunes.

## Statistiques

### En club
| Saison     | Équipe                       | Ligue      |     | Saison régulière | Saison régulière | Saison régulière | Saison régulière | Saison régulière |   | Séries éliminatoires | Séries éliminatoires | Séries éliminatoires | Séries éliminatoires | Séries éliminatoires |
| Saison     | Équipe                       | Ligue      | PJ  | B                | A                | Pts              | Pun              | PJ               | B | A                    | Pts                  | Pun                  |                      |                      |
| 2016-2017  | Black Hawks de Waterloo      | USHL       | 6   | 1                | 1                | 2                | 0                | 8                | 1 | 2                    | 3                    | 8                    |                      |                      |
| 2017-2018  | Bulldogs de Minnesota-Duluth | NCHC       | 42  | 1                | 12               | 13               | 43               | -                | - | -                    | -                    | -                    |                      |                      |
| 2018-2019  | Bulldogs de Minnesota-Duluth | NCHC       | 39  | 7                | 12               | 19               | 35               | -                | - | -                    | -                    | -                    |                      |                      |
| 2019-2020  | Bulldogs de Minnesota-Duluth | NCHC       | 28  | 1                | 20               | 21               | 18               | -                | - | -                    | -                    | -                    |                      |                      |
| 2020-2021  | Moose du Manitoba            | LAH        | 32  | 1                | 6                | 7                | 15               | -                | - | -                    | -                    | -                    |                      |                      |
| 2021-2022  | Jets de Winnipeg             | LNH        | 15  | 0                | 5                | 5                | 4                | -                | - | -                    | -                    | -                    |                      |                      |
| 2021-2022  | Moose du Manitoba            | LAH        | 32  | 0                | 12               | 12               | 26               | 5                | 0 | 1                    | 1                    | 0                    |                      |                      |
| 2022-2023  | Jets de Winnipeg             | LNH        | 63  | 2                | 6                | 8                | 25               | 5                | 0 | 0                    | 0                    | 8                    |                      |                      |
| 2023-2024  | Jets de Winnipeg             | LNH        | 78  | 1                | 17               | 18               | 43               | 5                | 0 | 0                    | 0                    | 0                    |                      |                      |
| Totaux LNH | Totaux LNH                   | Totaux LNH | 156 | 3                | 28               | 31               | 72               | 10               | 0 | 0                    | 0                    | 8                    |                      |                      |

### En équipe nationale
| Année | Compétition                 |    | PJ | B | A | Pts | Pun | +/-                |  | Résultat |
| 2018  | Championnat du monde junior | 7  | 1  | 3 | 4 | 8   | +10 | Médaille de bronze |  |          |
| 2019  | Championnat du monde junior | 7  | 0  | 2 | 2 | 4   | +3  | Médaille d'argent  |  |          |
| 2023  | Championnat du monde        | 10 | 1  | 3 | 4 | 4   | +10 | Quatrième place    |  |          |